# Ібіс гігантський
Ібіс гігантський (Thaumatibis gigantea) — вид пеліканоподібних птахів родини ібісових (Threskiornithidae).

## Поширення і чисельність

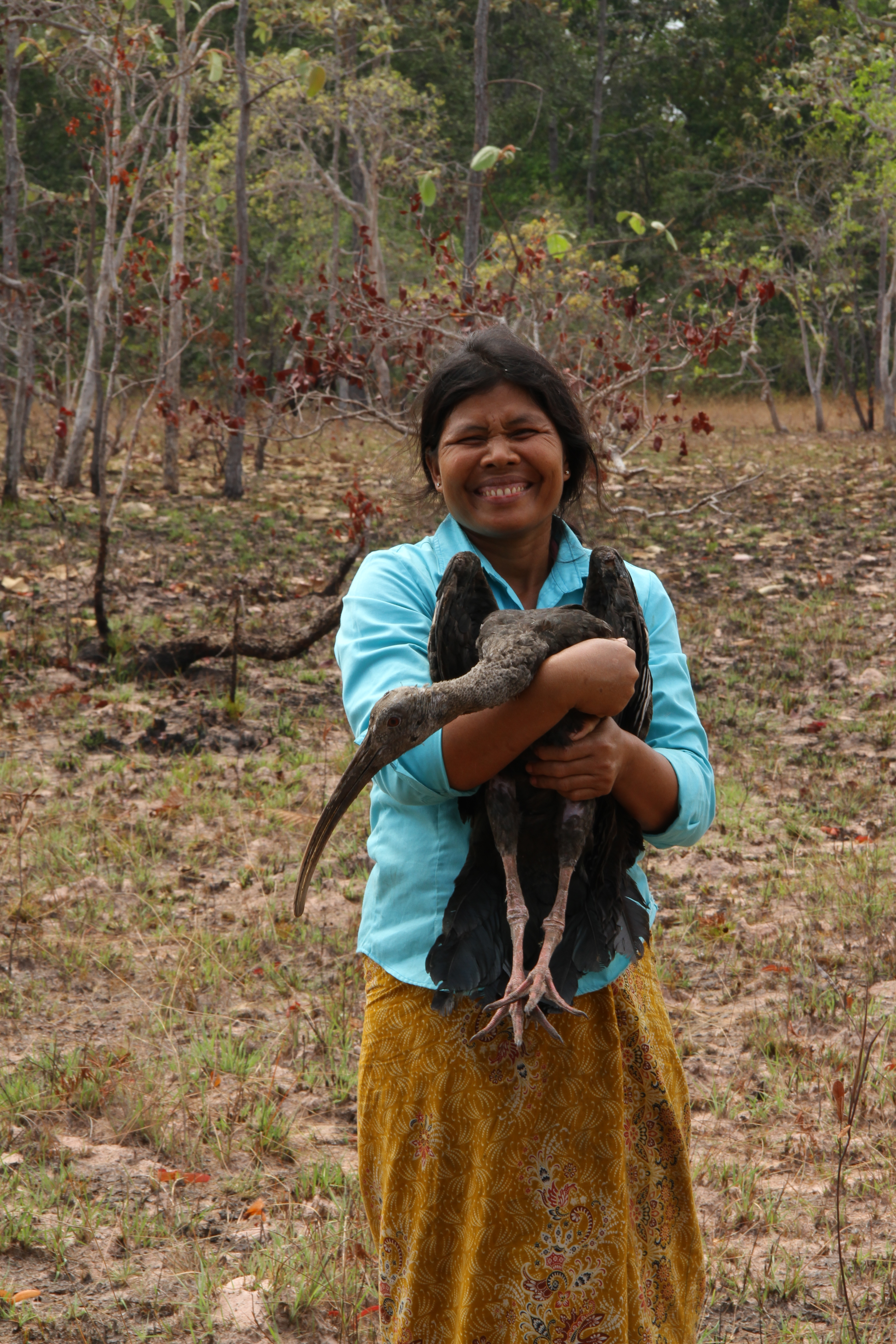

Ендемік Індокитаю. Вид поширений на півночі і сході Камбоджі. Декілька птахів спостерігали на півдні Лаосу та Національному парку Йок-Дун на південному заході В'єтнаму. Історично траплявся на півдні В'єтнаму і Таїланду, де вимер до 1920 року. За оцінками 2014 року, загальна чисельність ібіса гігантського становить 290 птахів.

## Опис
Найбільший представник родини. Тіло завдовжки 102—106 см, заввишки до 100 см і вагою до 4,2 кг. Оперення темно-сіро-коричневе, верх голови і верх шиї сіруваті, без оперення. Поперек голови та плечей є темні смуги, а на блідих сріблясто-сірих кінчиках крила також є чорні поперечини. Дзьоб жовтувато-коричневого кольору, ноги помаранчеві, очі темно-червоні.

## Спосіб життя
Живе на болота, озерах, річках з повільною течією. Живиться дрібною рибою, земноводними, плазунами та водними безхребетними. Трапляється парами або невеликими сімейними групами. Сезон розмноження збігається із сезоном дощів і триває приблизно з червня по вересень. Гнізда облаштовує на високих деревах. У кладці два яйця.